# Emmanuel Pribys
Emmanuel Pribys, né le 28 février 1972 à Vincennes, est un auteur, compositeur, et interprète français. Il a également été manager et producteur d'artistes dont Kareen Antonn, Si demain... (turn around).

## Carrière
Il écrit L'histoire du rock[Quoi ?] en 1993[réf. nécessaire] puis se produit dans des cabarets parisiens. Il collabore avec l'organiste Stéfan Patry dans l'écriture de la comédie musicale John[Quoi ?]. En 2003, il écrit les paroles de la chanson Si demain (Turn Around) chantée par Bonnie Tyler et Kareen Antonn. En 2005 il compose la chanson du Téléthon suisse.